# Tunbridge (Vermont)
Tunbridge es un pueblo ubicado en el condado de Orange en el estado estadounidense de Vermont. En el año 2010 tenía una población de 1.284 habitantes y una densidad poblacional de 11,08 personas por km².

## Geografía
Tunbridge se encuentra ubicado en las coordenadas 43°54′0″N 72°29′17″O / 43.90000, -72.48806.

## Demografía
Según la Oficina del Censo en 2000 los ingresos medios por hogar en la localidad eran de $40,855 y los ingresos medios por familia eran $45,670. Los hombres tenían unos ingresos medios de $27,465 frente a los $23,182 para las mujeres. La renta per cápita para la localidad era de $19,934. Alrededor del 12.1% de la población estaba por debajo del umbral de pobreza.